# Первомайский (Мариинский район)
Первома́йский — посёлок в Мариинском районе Кемеровской области России. Является административным центром Первомайского сельского поселения.

## География
Расположен на севере области. Центральная часть населённого пункта расположена на высоте 168 метров над уровнем моря.

## Население
| 2010 |
| ---- |
| 751  |

Гендерный состав
По данным Всероссийской переписи населения 2010 года, в посёлке Первомайский проживает 751 человек (338 мужчин, 413 женщин).

## Известные уроженцы, жители
После освобождения с мест заключения в посёлке жил и трудился Семён Митрофанович Демченко (1923—1993), участник Великой Отечественной войны, кавалер ордена Славы трёх степеней.
Московкин Михаил Егорович воевал в 171 стрелковом полку в качестве командира стрелкового отделения. Войну закончил боец Московкин М.Е. под стенами Кенигсберга, где получил ранение в марте 1945 года.Приказом по 182 Стрелковой дивизии № 0120 от 25 октября 1944 года за образцовое выполнение боевых заданий командования на фронте борьбы с немецкими захватчиками ефрейтор Московкин Михаил Егорович награжден орденом Славы третьей степени за № 232020 за подписью подполковника Дёмина.

## Инфраструктура
МБОУ Первомайская ООШ.

## Транспорт
Автомобильный транспорт.
Проходит автодорога общего пользования межмуниципального значения «Подъезд к Усть-Колбе». Остановка общественного транспорта «Первомайский».